# Agostinho de Campos
Agostinho Celso de Azevedo Campos (Porto, 21 de julho de 1870 – Lisboa, 24 de janeiro de 1944) foi um professor universitário, jornalista e escritor português.

## Biografia
Licenciou-se em Direito pela Universidade de Coimbra em 1892 passando a dedicar-se ao ensino em Hamburgo e em Lisboa. Entre 1906 e 1910 foi diretor-geral da Instrução Pública. Posteriormente foi professor universitário de Filologia Românica em Coimbra, entre 1933 e 1938, e em Lisboa de 1938 a 1941.
Enveredou também pelo jornalismo pertencendo ao grupo de António Nobre durante a sua juventude em Coimbra. Iniciou por escrever no diário O Primeiro de Janeiro colaborando com diversos jornais e revistas ao longo da sua carreira, nomeadamente nas revistas Serões (1901-1911),  Atlantida  (1915-1920),  Contemporânea [1915]-1920), Homens Livres  (1923), Lusitânia   (1924-1927),  Ilustração  (1926-) e nos Anais das bibliotecas, arquivo e museus municipais (1931-1936), Portugal Colonial  (1931-1937), na Mocidade Portuguesa Feminina: boletim mensal (1939-1947) e no Boletim do Sindicato Nacional dos Jornalistas  (1941-1945).
Como escritor foi autor de diversas obras sobre assuntos pedagógicos, literários, políticos e linguísticos. Coligiu os 24 volumes da Antologia Portuguesa e, entre outras obras, publicou Educação e Ensino, em 1911, Glossário, em 1938, Língua e Má Língua, em 1944, e a obra em dois volumes Falas sem Fio entre 1943 e 1946 já a título póstumo.
A 10 de maio de 1930, foi agraciado com o grau de Grande-Oficial da Ordem Militar de Cristo. A 14 de fevereiro de 1940, foi agraciado com o grau de Grã-Cruz da Ordem da Instrução Pública.